# Consejo de la Productividad de España
El Consejo de la Productividad de España es un órgano asesor y consultivo del Gobierno, al que le corresponde realizar el diagnóstico y análisis de la evolución de la productividad y la competitividad y sus implicaciones distributivas en España, en el marco de la zona euro y la Unión Europea. Asimismo, se encarga del análisis de aquellas políticas económicas con impacto en la productividad y la competitividad, cuando así le sea encomendado.
El Consejo de la Productividad está adscrito, a meros efectos organizativos y presupuestarios, al Ministerio de Economía, Comercio y Empresa, a través de la Secretaría de Estado de Economía y Apoyo a la Empresa, que sufraga sus gastos y le proporciona apoyo logístico y material.

## Historia
El Consejo se creó a raíz de la recomendación que el Consejo de la Unión Europea hizo a sus miembros para que crearan en sus países consejos de productividad el 20 de septiembre de 2016. Esta recomendación pretendía que los Estados miembros tuvieran un órgano capaz de fomentar la aplicación de reformas a nivel nacional que incidieran positivamente en la productividad y, por consiguiente, en el crecimiento económico y convergencia en el seno de la zona euro.
Así, el 30 de julio de 2024 el Consejo de Ministros aprobó, a propuesta del entonces ministro de Economía, Carlos Cuerpo, la creación de este organismo, que estaría vinculado a su departamento pero con autonomía funcional, y en el que participarían las principales instituciones económicas del país. Su primer presidente es Juan Francisco Jimeno Serrano.

## Organización
El Consejo se compone, de forma paritaria, de doce miembros con voto y cinco sin voto, todos ellos con un mandato de cinco años, no renovables, salvo el presidente del Consejo Económico y Social. Estos son:
- El presidente, nombrado por el titular el Ministerio de Economía.
- El vicepresidente, nombrado por el titular del Ministerio de Trabajo.
- El secretario, sin voto, que será el titular de la Dirección General de Análisis Económico.
- El presidente del Consejo Económico y Social.
- Una persona nombrada por la persona titular del Ministerio de Ciencia, Innovación y Universidades, entre quienes tengan reconocida competencia en materia de innovación.
- Una persona nombrada por la persona titular del Ministerio de Hacienda, entre quienes tengan reconocida competencia en asuntos económicos.
- Una persona nombrada a propuesta del gobernador del Banco de España, entre los integrantes de la Dirección General de Economía y Estadística.
- Una persona nombrada por la persona titular del Ministerio para la Transformación Digital y de la Función Pública, entre quienes tengan reconocida competencia en computación e inteligencia artificial.
- Tres vocalías independientes, propuestas por la presidencia del Consejo entre expertos de reconocido prestigio académico en el ámbito económico, y que reciban, individualmente, el voto favorable de al menos 4 miembros del Consejo.
- Dos vocalías independientes, propuestas por el vicepresidente del Consejo entre expertos de reconocido prestigio académico en el ámbito económico, y que reciban, individualmente, el voto favorable de al menos 4 miembros del Consejo.
- Dos personas, sin voto, a propuesta de las organizaciones sindicales más representativas a nivel estatal.
- Dos personas, sin voto, a propuesta de las organizaciones empresariales más representativas a nivel estatal.

Aunque no tiene representación en el Consejo, el Ministerio de Industria podrá nombrar a una persona experta de reconocida competencia en materia industrial para formar parte de aquellos grupos de trabajo que tengan que ver con la productividad industrial o la independencia estratégica.

## Rendición de cuentas
El Consejo está obligado a realizar un informe anual sobre su labor, que será entregado al titular del Ministerio de Economía y presentado a la Comisión de Economía del Congreso de los Diputados en los tres primeros meses del año siguiente.